# Hacking (Vienne)
Pour l’article homonyme, voir Hacking.

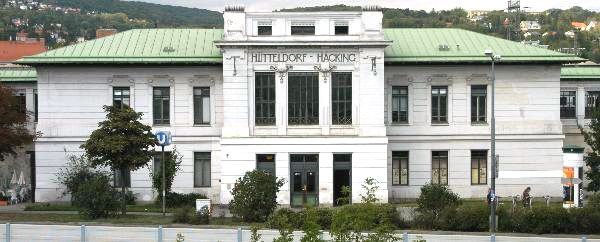
Der Bahnhof Hütteldorf-Hacking gehörte bis 1938 zum Bezirksteil Hacking

Hacking est une partie du 13e arrondissement de Vienne, Hietzing ainsi qu'une des 89 communautés cadastrales de Vienne.